# Beatrice Ensor
Beatrice Ensor, Beatrice Nina Frederica de Normann, (Marsella, 11 d'agost de 1885 - Londres, 1974) va ser una pedagoga i teosòfa anglesa. Es va convertir en pionera de l'educació i va introduir i popularitzar moltes idees progressistes en la cultura britànica. Va organitzar una conferència històrica sobre la creativitat dels nens el 1921, i va ajudar a inaugurar i promoure l'avantguardista New Education Fellowship - Lliga de la Nova Educació- (més tard World Education Fellowship) i la seva revista New Era in home and School. Va convidar molts psicòlegs i psicoanalistes a contribuir amb articles a la seva revista, i Donald Winnicott es va convertir en un dels seus autors més fèrtils, arribant a un públic molt ampli.

## Biografia
Beatrice Nina Frederica de Normann era la filla gran d'Albert Edward de Normann i Irene Matilda (de soltera Wood). El seu pare estava en el negoci del transport marítim i va passar els primers anys a Marsella i Gènova, d'aquí la seva fluïdesa en italià i francès.
Ben aviat es va unir a la Societat Teosòfica, que va arribar a exercir un paper important en la seva vida. Es va traslladar a Anglaterra per completar la seva educació, formant-se com a professora de ciències domèstiques i durant un temps va ensenyar la matèria en una universitat a Sheffield. Això la va portar a ser nomenada inspectora d'educació de dones i nenes pel consell del comtat de Glamorgan. Va quedar desencantada amb l'ensenyament reglamentat i passiu que va veure fins que va inspeccionar una escola Montessori a Cheltenham, on es va interessar per les idees de María Montessori, a qui va conèixer i amb qui va mantenir correspondència. El 1914 va assistir a una conferència a East Runton, 'El mètode Montessori en l'educació', organitzada pel grup New Ideals in Education.
El 1917 es va casar amb Robert Weld Ensor. Va ser la teosofia el que els va unir. Van tenir un fill, Michael, nascut el 1919. Annie Besant, Curuppumullage Jinarajadasa i Harold Baillie-Weaver van ser-ne els padrins.

## Trajectòria professional

### Escola de Teosofia i St Christopher School
Els primers mesos de la Primera Guerra Mundial, la Junta d'Educació la va nomenar inspectora de ciències domèstiques al sud-oest d'Anglaterra amb seu a Bath. Trobant que la feina de l'administració pública no li agradava i havent exercit un paper important en la fundació de la Fraternitat Teosófica en l'Educació, el 1915 va ser convidada a convertir-se en Secretària Organitzadora del Fons d'Educació Teosòfica.
En aquest càrrec, una de les seves principals tasques va ser la consolidació de la labor educativa de la Societat a Letchworth, a l'escola St Christopher, que era mixta i d'internat, amb Isabel King com a directora. Un dels professors de l'escola durant un temps va ser VK Krishna Menon. Va treballar en estreta col·laboració durant un temps amb George Arundale, que es va convertir en el president de la Societat Teosòfica amb seu a Adyar, Índia.

### Nova era en educació

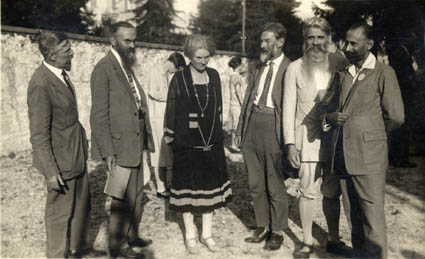
Beatrice Ensor amb (d'esquerra a dreta) Ovide Decroly, Pierre Bovet, Édouard Claparède, Paul Geheeb i Adolphe Ferrière

El 1922, amb els auspicis de la Fundació Save the Children, va ajudar a portar menors hongaresos desnodrits a la Gran Bretanya perquè hi fessin una estada i recuperessin la salut. Va viatjar a Budapest i va tornar amb el primer grup. Per això va rebre una medalla de la Creu Roja Hongaresa.
Un paper més durador del seu paper teosòfic va ser la producció, amb Alexander Sutherland Neill durant un temps com a editora adjunta, de la revista New Era in Education, que 90 anys després encara s'edita dos cops l'any.
Les revistes col·laboradores en francès i alemany van continuar, editades per Adolphe Ferrière i Elisabeth Rotten respectivament.

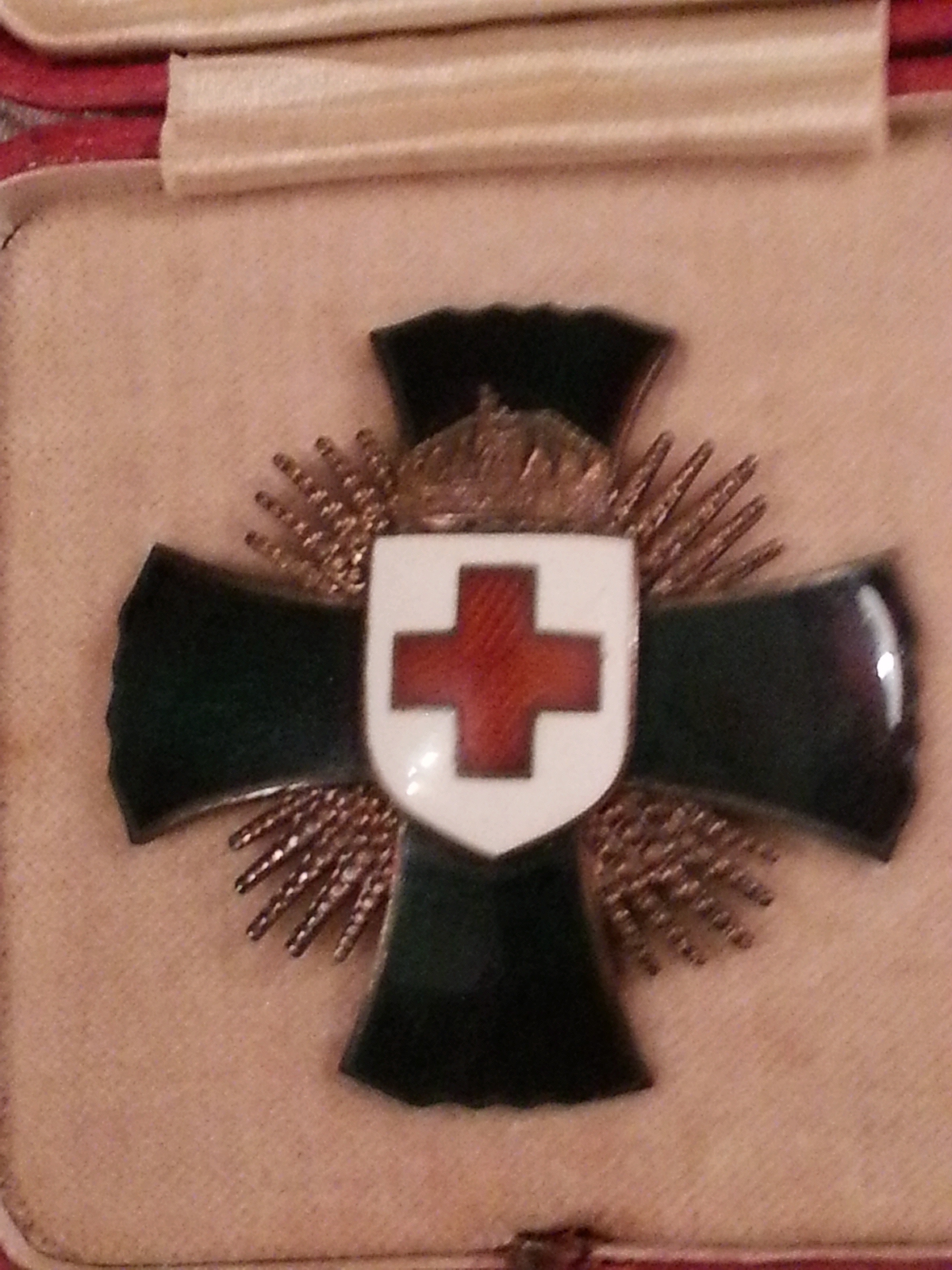

### La nova lliga de l'educació mundial

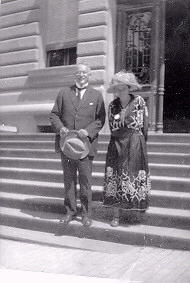
Beatrice Ensor i el professor Carl Jung - Montreux 1923 - Segona Conferència Internacional de la NEF

El 1921, juntament amb Iwan Hawliczek, va organitzar una conferència a Calais sobre la 'Autoexpressió creativa del nen', amb una assistència de més de 100 persones. Encara que això va ser inspirat per teòsofs ansiosos de prevenir una altra guerra mundial, el que va sorgir va ser la New (World) Education Fellowship (NEF), o Lliga de la Nova Educació (més tard Lliga Internacional), un fòrum completament apolític i no sectari per a noves idees en educació. No es tractava de defensar cap mètode en particular, sinó de "buscar el fil de la veritat en tots els mètodes". Encara té seccions actives en uns 20 països.
Ensor, juntament amb els editors de les altres dues revistes, va formar el comitè organitzador inicial de la NEF, que va celebrar conferències internacionals a intervals de dos anys, presidides per distingits pedagogs i pedagogues.
La segona conferència de 1923 es va celebrar a Montreux, Suïssa, i allí va conèixer el professor Carl Jung, a qui va convidar a parlar en una reunió a Londres (on li presentaria HG Wells, Emile Jacques-Dalcroze, el professor Franz Cizek i Alfred Adler).
El 1929, la conferència es va celebrar al castell de Kronborg, Helsingör, Dinamarca, i entre els delegats i ponents hi havia Maria Montessori, Rabindranath Tagore, Jean Piaget, Kurt Lewin, Adolphe Ferrière, Ovide Decroly, Helen Parkhurst, Pierre Bovet, Alexander Neill, Elisabeth Rotten, Franz Cizek, el Dr. Harold Rugg, el professor TP Nunn i Paul i Edith Geheeb.
Altres conferències es van dur a terme a Locarno (1927), Cheltenham i Heidelberg (1925).

En una conferència de 1926 digué
| « | “Tinc la convicció que totes les capacitats, totes les aptituds existeixen en l'infant des del seu naixement i, per tant, tinc la convicció que tota l'educació ha de ser autoeducació” (De Zubiría, 2001, p 104). | » |

Com a seguidora de Montessori reconeix que el nen posa en pràctica les seves habilitats i destreses gràcies al mestre, que facilita els mitjans necessaris en el procés d'ensenyament i explica com emprar-los.
Va ser membre del Comitè Assessor d'Educació del Partit Laborista durant un temps, però les seves opinions utòpiques van xocar amb les de R. H. Tawney i va renunciar al càrrec.

### La NEF i la Unesco
Així com la teosofia va exercir una profunda influència en la NEF, la NEF va tenir també una profunda influència en la creació de la UNESCO. Va ser descrita com "la responsable del naixement de la UNESCO" (Kobayashi); aquell any va canviar el seu nom a WEF: World Education Fellowship (o Lliga Internacional de la Nova Educació).

### Escola Frensham Heights
Mentrestant, s'estaven acumulant problemes dins del Grup d'Educació Teosòfica, la qual cosa va provocar tensions en la comunitat de Letchworth, en les quals va influir la rescissió del nomenament del seu marit com a secretari del Grup. El 1925 Isabel King i Beatrice Ensor se'n van anar per a fundar Frensham Heights, una escola mixta a Surrey, des del parvulari Montessori fins al nivell d'ingrés a la universitat, amb capital aportat per Edith Douglas-Hamilton (una de les hereves del tabac de Wills). Part del personal i els nens de St Christopher es van traslladar a Frensham. No obstant això, dos anys després, la mecenes del projecte va morir inesperadament sense haver establert la independència financera de l'escola. El canvi dramàtic va produir una situació en la qual Ensor i Isabel King no sentien que poguessin treballar. Totes dues van marxar però la ruptura va ser sense amargors i encara van romandre en la junta de governadors durant uns quants anys.

### Gires de conferències i Sud-àfrica
Ensor va concentrar després la seva feina en la Nova Era i la NEF, i va fer dos viatges per pronunciar conferències a Amèrica del Nord el 1926 i 1928, parlant sobre els nous moviments en educació a Boston, Nova York, Detroit i Chicago. També va formar part d'un grup educatiu que va ser convidat a recórrer Polònia i va visitar Sud-àfrica el 1927 i 1929. El seu marit s'havia mudat a Louterwater, a Sud-àfrica, on va adquirir una gran granja en una vall poc desenvolupada, que s'acabava de descobrir que era adequada per al cultiu de fruites de fulla caduca. Els horts que va plantar tot just començaven a produir el 1933, quan va morir. Això significava que Esnor va haver de mudar-se a Sud-àfrica i fer-se càrrec de la granja, cosa que va restringir enormement la seva labor educativa. Va formar part d'un grup convidat a dictar una conferència a Austràlia el 1937, on va rebre un doctorat honoris causa per la Universitat d'Austràlia Occidental, Perth. Ella va ajudar a la secció sud-africana de la NEF i va finançar i construir en la seva granja una escola per a nens mestissos, per als quals no existien provisions en l'àrea. Quan va quedar clar que el seu fill seguiria una carrera en el servei civil, tal com havien fet els seus germans, i no volia fer-se càrrec de la granja, la va vendre i es va traslladar a una casa a la costa de Keurboomstrand, prop de Plettenberg, al Cap Occidental de Sud-àfrica. Després es va establir a Anglaterra per estar amb els seus nets, primer a Blackheath i després a Londres, on va morir el 1974.